# 皮营街道
皮营街道，是中华人民共和国河南省周口市西华县下辖的一个乡镇级行政单位。

## 行政区划
皮营街道下辖以下地区：
常楼村、皮营村、东金庄村、齐庄村、郭楼村、马楼村、西冯营村、水牛朱村、牛营村、姚庄村、毛岗村、金楼村、半坡李村、崔营村、邝桥村、王楼村、杨桥村、天理村、北陶村、刘庙村、西金村、周楼村、双楼理村、前候村、楼陈村和东冯营村。